# 達夫海峽
60°43′S 45°12′W / 60.717°S 45.200°W
達夫海峽（英語：Dove Channel），是南極洲的海峽，位於南奧克尼群島，把奧利芬特群島一分為二，在1930年左右被命名，該海峽現時由南極條約體系管理。